# Stelis wendtii
Stelis wendtii är en orkidéart som beskrevs av Rodolfo Solano Gómez. Stelis wendtii ingår i släktet Stelis och familjen orkidéer. Inga underarter finns listade i Catalogue of Life.